# Lycée Alain-Fournier
Pour les articles homonymes, voir Alain-Fournier et Fournier.
 (mars 2024).
Le lycée Alain-Fournier est un établissement public local d'enseignement de la ville de Bourges (Académie d'Orléans-Tours), situé dans les quartiers Nord. Il porte le nom de l'écrivain Alain-Fournier (1886-1914), qui y a été élève.

## Histoire

### Prémices du Lycée
C'est en 1505, que le premier établissement est fondé par Jeanne de France.
C'est elle  en tant que duchesse du Berry, dont elle avait l'apanage après la rupture de son mariage avec le nouveau roi :Louis XII , qui a fondé en 1505 le collège Sainte-Marie, au près de l'église maintenant disparue, de Notre-Dame de la Comtale, dans la partie sud de la ville de Bourges en profitant des terrains libérés par le Grand incendie de Bourges . 
Son testament dont la copie est conservée aux Archives départementales du Cher  , stipule le don de 100 livres pour y instruire 10 garçons pauvres se destinant à la prêtrise, sous le titre de Collège Royal situé rue du Paradis en dedans des remparts de la ville . 
Dès 1572, un riche abbé berruyer, Jean Nicquet, forme le projet de confier le collège aux Jésuites. Pour cela, il s'engage à verser une rente annuelle de 1250 livres, à céder un bâtiment d'habitation avec une cour et un jardin attenant au collège, à entretenir les bâtiments, installer les professeurs et obtenir du pape la reconnaissance du nouvel établissement. Grâce à cela, les Jésuites acceptent de gérer le collège. Il est l'un des premiers établissements appartenant aux Jésuites. Ils en auront la direction jusqu'en 1594, alors que le collège des Jésuites aura pris le nom de collège royal Sainte-Marie. La direction du collège leur sera retirée en 1594 et confiée à un chanoine, puis à un prêtre et enfin au docteur Nicolas Tondu, en 1599. Le 28 février 1604, Henri IV permet aux Jésuites de se réinstaller à Bourges et accepte la demande de prise en charge financière de 35 personnes. En décembre 1618, la réhabilitation du collège est rendue possible grâce aux revenus de la maladrerie de Saint Lazare. C'est Étienne Martellange qui dresse les plans de l'école et termine les travaux vers 1620. La population scolaire du nouvel établissement sera importante : 565 élèves en 1627.
En 1803, Bonaparte et Chaptal signent un arrêté stipulant l'installation d'un lycée impérial à Bourges. Un an plus tard, il est installé dans le bâtiment qui deviendra plus tard l'école nationale des Beaux-arts, place Cujas. Ce lieu, longtemps le seul établissement secondaire de Bourges, a largement participé à la formation des principales élites de la ville. L'établissement prendra le nom de collège royal en 1815, et deviendra le collège de seconde classe en 1828. Il prendra le nom de lycée à partir de 1848. Une fois de plus, le lycée changera de nom en 1937 pour devenir le lycée Alain-Fournier en hommage à l'écrivain Alain-Fournier qui fut l'un des premiers élèves de ce lycée.

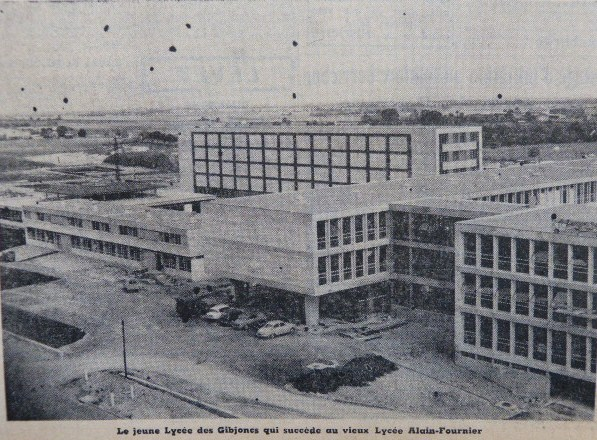
Le lycée Alain-Fournier en 1965

En 1957, il est décidé que le lycée, délabré et insalubre, déménagera au 50 rue Stéphane Mallarmé, dans le quartier des Gibjoncs. Plusieurs années de travaux permettront l'installation de bâtiments en plusieurs vagues. Le nouvel établissement ouvre ses portes en 1964 et accueille 223 élèves, dont 51 internes répartis en 8 classes. C'est le 29 octobre 1966 que Georges Pompidou, alors Premier Ministre, inaugure les lieux, deux rentrées scolaires après l'ouverture.
Ce lycée s'étale sur 7 hectares, et comporte actuellement un bâtiment principal, un bâtiment réservé aux CPGE , un internat, une cantine, un bâtiment administratif, un pôle Arts et un complexe sportif.
Au fil des années, de nombreux travaux auront lieu. Ainsi, le self-service, l'atelier technologique, l'administration, le pôle artistique et le bâtiment des classes préparatoires ouvrent leurs portes. En 2015, le CDI et la salle des professeurs sont rénovés. L'année suivante sont remis à neuf la cantine, l'internat, les classes d'arts plastiques et sont créés la galerie d'art "La Transversale" et le foyer des élèves (la Maison des Lycéens).
En novembre 2016, le lycée a fêté son cinquantenaire dans le quartier des Gibjoncs. Une cérémonie a été organisée pour l'occasion.

## Les enseignements au lycée général
L'établissement est un lycée général qui accueille des élèves de niveau allant de seconde aux classes supérieures. En classes de seconde, les élèves choisissent un Enseignement de Découverte et d'Exploration entre théâtre, art visuel, art du son, patrimoine, littérature et société, latin, portugais, méthode et pratique scientifiques, informatique et création numérique, sciences et laboratoire ainsi que sciences économiques et sociales.

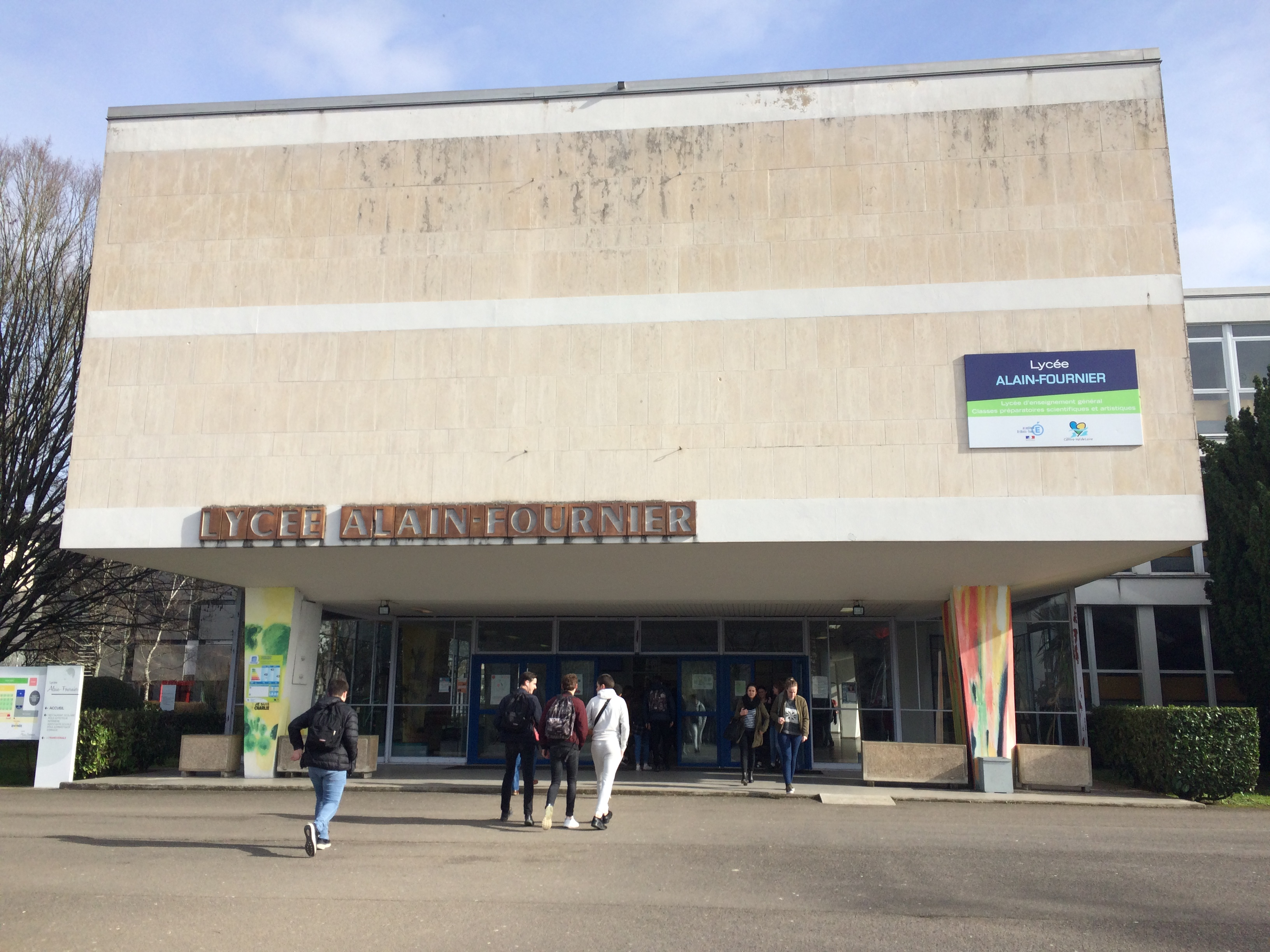
Entrée du lycée

À partir de la première, les élèves peuvent poursuivre une filière L, ES et S au sein de l'établissement.
Les élèves ont un enseignement obligatoire :
- Les terminales scientifiques choisissent entre :
  - Maths
  - Physique-Chimie
  - Sciences de la Vie et de la Terre
  - Informatique et science du numérique.
- Les terminales économiques et sociales ont le choix entre :
  - Maths
  - Sciences politiques et sociales
  - Économie approfondie.
- En ce qui concerne la série Littéraire, les élèves choisissent une spécificité dès la première entre :
  - Anglais
  - Latin
  - Arts plastiques
  - Théâtre
  - Portugais
  - Musique
  - Mathématiques
  - Histoire des Arts Il existe deux sections européennes :
  - La section euro anglais
  - La section euro allemand

La section euro anglais est proposée aux élèves de seconde, premières S et terminales S. Dans cette section, les élèves suivent des cours de Sciences de la Vie et de la Terre en anglais.
La section euro allemand est proposée aux élèves de seconde, premières et terminales S, ES et L. Les élèves de cette section assistent à des cours d'histoire géographie en langue allemande.
En ce qui concerne les langues vivantes, l'anglais, l'allemand, le portugais et l'espagnol sont enseignés.
Les élèves peuvent aussi choisir des enseignements facultatifs :
- Mathématiques
- Théâtre
- Arts Plastiques
- Histoire des Arts
- Musique
- Latin
- Éducation Physique et Sportive
- Portugais

## Les classes préparatoires aux études supérieures
Au sein de l'établissement, deux classes préparatoires aux études supérieures sont proposées:
- La Classe Préparatoire aux Études Secondaires - Classe d'Approfondissement en Arts Plastiques (CPES-CAAP) est une session qui se déroule en un an. Elle prépare les étudiants pour les concours d'entrées des écoles supérieures d'arts. Six professeurs enseignent aux vingt-quatre élèves de la section. Chaque semaine, les élèves ont 15 heures d'arts plastiques, 8 heures d'histoire des arts, philosophie, littérature, anglais, art du spectacle et culture scientifique.

- La Classe préparatoire aux grandes écoles (CPGE) permet aux étudiants d'acquérir en deux ans un bagage de connaissances pour pouvoir passer les concours d'entrées des écoles supérieures d’ingénieurs. La première année est une année où sont étudiées principalement des mathématiques (12 heures hebdomadaires), de la physique (8h/semaine) et des sciences industrielles (2 heures hebdomadaires). La deuxième année est la MP, où l'on étudie les maths et la physique.Les élèves ont également des cours de littérature et deux langues vivantes. Les étudiants ont des Kholles, c'est-à-dire des interrogations orales dans deux matières toutes les semaines et 4 heures de devoirs surveillés le samedi matin. La classe se compose de 48 étudiants.

## Le musée Sigaud de Lafond
Le lycée abrite le musée Sigaud de Lafond. Ce lieu contient 275 instruments de physique, dont les plus anciens sont classés aux Monuments Historiques.

## Les anciens élèves
Parmi les anciens élèves figurent Alain-Fournier, Henri Brisson, Jules Sandeau, Michel Jacquet, René Jasinski, Claude Tillier, Marcel Plaisant, Jacques Genton, Jean Frézal.

## Le lycée en quelques chiffres
En 2015, le lycée se classe 3e sur 8 au niveau départemental quant à la qualité d'enseignement, et 1469e au niveau national. Le classement s'établit sur trois critères : le taux de réussite au bac, la proportion d'élèves de première qui obtient le baccalauréat en ayant fait les deux dernières années de leur scolarité dans l'établissement, et la valeur ajoutée (calculée à partir de l'origine sociale des élèves, de leur âge et de leurs résultats au diplôme national du brevet).
Les taux de réussite au baccalauréat en 2016 étaient de 86 % en L, 90 % en ES et 82 % en S. La moyenne totale du lycée est de 85 % de taux de réussite.
|                         | Effectif                           | Total |
| ----------------------- | ---------------------------------- | ----- |
| Seconde                 | 379                                | /     |
| Première                | L:71 ES:105 S:112                  | 288   |
| Terminale               | L:74 ES:81 S:124                   | 279   |
| Classes préparatoires   | C.P.E.S.-C.A.A.P. : 24 C.P.G.E: 48 | /     |
| effectif total du lycée | /                                  | 1031  |